# Находкін Микола Григорович
Микола Григорович Находкін (25 січня 1925 — 3 липня 2018) — український вчений, академік НАН України: відділення фізики і астрономії (з 1990). Професор факультету радіофізики, електроніки та комп'ютерних систем Київського Національного університету імені Тараса Шевченка, безумовний авторитет у галузі мікроелектроніки та нанотехнологій.

## Життєпис
Батько закінчив медичний факультет Харківського університету, працював лікарем. Мати закінчила біологічний факультет Київських вищих жіночих курсів, працювала вчителькою.

- Початкову освіту (перші чотири роки) здобув у сільській школі.
- З 1935 року — в 128-й українській середній школі м. Києва, яка знаходилася на Микільській слобідці.
- У 1941 році встиг закінчити дев'ять класів.
- Після війни екстерном за два тижні склав іспити на атестат зрілості. Вступив на заочне відділення механіко-математичного факультету Київського університету
- Через рік перейшов на фізичний факультет і закінчив його в п'ятдесятому році.
- З 1950 року працює в університеті.[1]

## Наукові досягнення
Належить до покоління «шістдесятників». «Шістдесятники» складалися з двох взаємопов'язаних субкультур, які називалися «фізиками» і «ліриками» і представляли науково-технічну та гуманітарну інтелігенцію. Фізики йшли в науку на хвилі небувалого інтересу суспільства до перспектив, що відкрилися. На фізичні факультети вишиковувалися черги. Микола Григорович вчився у академіка Олександра Давидова, який викладав квантову механіку. Дипломна робота Находкіна викликала фурор — випускник швидко перевершив своїх вчителів і незабаром
отримав подяку фірми Цейсс, що скористалася його технологією для поліпшення якості телевізійних трубок, які випускала.

Про нинішній стан високих технологій в Україні говорить: 
|  | За останні роки ми втратили нашу електронну промисловість і тепер змушені платити величезні гроші за покупку найпростіших речей, які могли б зробити самі. А при цьому продаємо сировинні ресурси, метал, зроблений старими способами, висококласних фахівців, жінок із Західної України і шахтарів зі Східної. І навіщо ми при цьому стільки років морочимо собі та іншим голову тим, що нібито збираємося розвивати наукомісткі технології? Де вони?.. |

Студенти Київського університету в 50-ті роки запам'ятали Находкіна, як вимогливого викладача. Хто хотів здати на «трійку» фізичну електроніку Находкіну повинен був добре попрацювати.

За його інтелігентність, манеру спілкування, захопленість наукою студенти його обожнювали.

### «Атлас іонізаційних спектрів»
На радіофізичному факультеті КНУ під керівництвом Миколи Григоровича створені перший у світі довідник «Атлас ионизационных спектров» та монографія «Ионизационная спектроскопия».

### Чистота кремнію
Валіза президента США — прообраз майбутньої мобілки — свого часу буквально шокувала радянську розвідку. Перед вищими чинами електронної промисловості було поставлене завдання — зробити таку саму валізу. Незабаром з'ясувалося, що радянській електроніці це не під силу…
Київські радіофізики з лабораторії Миколи Находкіна виявили невідповідність в кремнії, що використовувався в СРСР при виготовленні мініатюрних напівпровідникових приладів, — у ньому було надто багато домішок лужних металів. До їхніх порад прислухалися, і проблему було дуже швидко вирішено.

### Термофотографія
На радіофаці довели до промислового застосування отримання термофотографій за безсрібною технологією. Навіть навчилися записувати зображення в реальному масштабі часу.
Термографічні зображення полетіли в космос. Київські радіофізики знайшли своєму винаходу ще безліч цікавих застосувань. Так, із його допомогою створений новий носій інформації. Ще одне дуже цікаве застосування для радіорозвідки — із його допомогою радіостанції в ефірі визначають моментально і безпомилково встановлюють їхні параметри. Це наступний крок у розвитку знаменитої «Кольчуги».
На жаль, термопластична фотографія не витримала конкуренції з іншими видами реєстрації зображень…

## Програми співробітництва
На факультеті Миколи Находкіна, у лабораторіях тривають дослідження усупереч катастрофічному стану вітчизняної науки. Університетські радіофізики зуміли зробити тунельний мікроскоп із розділенням, яке не можуть отримати в найрозвиненіших західних лабораторіях, де витрачають на це мільйони доларів!
Вихід був знайдений у створенні програми співробітництва з питань сучасної нанофізики та наноелектроніки із закордонними дослідниками.
Інтерес до співробітництва у західних колег виникає, коли вони переконуються, що в Україні фундаментальні дослідження ведуться ґрунтовно. Українським вченим співробітництво дозволило повчитися того, як організувати програму з розвитку нанотехнологій, яка чітко орієнтована на певні цілі.
Микола Григорович бачить величезні перспективи, якщо наші дослідники зосередяться на виготовленні сенсорів — крихітних чутливих датчиків, які реєструють звуки, запахи, смакові відчуття, колір. Їх може бути безліч різновидів. Цей напрям, для якого не потрібні колосальні витрати на придбання наддорогих технологічних ліній. Багато вчених досягли на цьому напрямі серйозних результатів. Вони є і в Інституті генетики, фізики, напівпровідників, фізики низьких температур.
На жаль, ці напрями навіть у провідних НДІ не вважаються пріоритетними.
Великі надії вселяє те, вважає Микола Григорович, що в нас дуже обдаровані студенти-радіофізики. Причому найкращий студентський контингент не з центральних, а з маленьких провінційних містечок, де діти ще хочуть навчатися.

## Смерть

Могила Миколи Находкіна.

Помер 3 липня 2018 року. Похований у Києві на Берковецькому кладовищі (ділянка № 42; 50°29′51.84″ пн. ш. 30°23′56.32″ сх. д. / 50.4977333° пн. ш. 30.3989778° сх. д.).